# 羽尾氏
羽尾氏（はねおし）は、武家だった日本の氏族。戦国時代において上野国吾妻郡羽根尾に拠った国衆であり、武田氏や真田氏との抗争を経て没落した。

## 出自
羽尾氏は滋野一族である海野氏の子孫を自称し、鎌倉時代に三原荘の地頭となった海野幸氏の子孫を称した。同荘の各地に割拠した鎌原・湯本氏も同様に海野氏の子孫を称している。家紋は『関東幕注文』より「六文銭」であるとされる。

## 来歴
天文2年（1533年）に北条氏綱の鶴岡八幡宮造営の奉加に応じた国衆の一人として羽尾氏の名前が確認できる。戦国期の羽尾氏は上野国を治めていた関東管領・山内上杉氏の従属国衆であったと考えられている。
同21年（1552年）に上杉憲政が後北条氏に関東を追われ、永禄3年（1560年）に憲政を擁した長尾景虎が関東侵攻を開始すると、羽尾氏当主である羽尾治部入道道雲（幸全）は長尾・上杉方に与して参陣している。この際『関東幕注文』に箕輪衆の一員として位置づけられている。
また『加沢記』によると、同時期に同郡の国衆で所領問題を巡り対立していた鎌原重澄を嶽山城主・斎藤憲広と共に攻め、鎌原氏を屈服させたとされる。その後同5年（1562年）3月に西上野に侵攻してきた武田氏の裁定を受けるが、道雲と憲広が所領の引き渡しに応じなかったため鎌原氏は信濃に退去したという。
『加沢記』ではその後も吾妻斎藤氏と共に鎌原氏と争い、道雲は万座温泉の滞在中に所領を鎌原氏に奪回され、羽根尾城を追われたとされる。翌6年（1563年）に斎藤憲広が武田氏から離反して没落した際に、共に羽尾道雲も没落したとみられる。尚、吾妻斎藤氏から離反した道雲の弟とされる海野幸光・輝幸兄弟はその後も武田氏に重用され、武田氏の吾妻郡支配の一端を担った。
海野幸光・輝幸兄弟は武田氏の元で岩櫃・沼田城の城将を務める等要職を担った。しかし天正9年（1581年）11月、突如武田氏配下の真田昌幸によって粛清され、幸光と輝幸・輝幸の子である幸貞は自害した。この粛清の背景には海野兄弟と鎌原氏・真田氏との対立や、高天神城の戦いで敗北した武田氏の威信の低下等があったとされる。
同10年（1582年）3月に武田氏が滅亡すると、没落した羽尾道雲の子とされる羽尾源六郎が上杉景勝の元で旧領奪回を図り、同12年（1584年）3月に羽根尾領であった丸岩城を乗っ取り吾妻郡の真田氏と対峙した。源六郎のこの旧領奪回は上杉氏の支援を十分に得られず、その後没落していったと考えられる。

## 主な人物
- 羽尾治部入道道雲：羽尾氏当主と目される人物。一次史料上で名前が確認できる「羽尾業幸」「羽尾修理亮」と同一人物と考えられている[2]。
- 海野長門守幸光：道雲の弟。武田氏に従い岩櫃城将を務めた。真田昌幸によって粛清された。
- 海野能登守輝幸：道雲・幸光の弟。武田氏に従い沼田城将を務めた。真田昌幸によって粛清された。
- 羽尾源六郎：道雲の子とされる。上杉景勝の支援の元で旧領奪回を図った。

## 関連城郭
- 羽根尾城（長野原町羽根尾城峯山）：羽尾氏の居城。羽根尾集落の後背の小山に築かれた山城[5]。
- 長野原城（長野原町長野原字古城）：羽尾氏の持城。箱岩城とも。『加沢記』では羽尾道雲と真田幸綱の弟・常田隆永が攻防戦を繰り広げた場所とされる[6]。
- 丸岩城（長野原町横壁丸岩）：丸屋の要害とも。『加沢記』では大戸浦野氏の持城であったともされる。旧領奪回を図る羽尾源六郎が拠った場所[7]。